# Aizumisato
Aizumisato (japanska: 会津美里町?, Aizumisato-machi) är en landskommun (köping) i Fukushima prefektur i Japan.  